# Лалендорф
Лалендорф (нем. Lalendorf) — община в Германии, в земле Мекленбург-Передняя Померания.
Входит в состав района Гюстров. Подчиняется управлению Краков ам Зее. Население составляет 3,3 тыс. человек (2009); в 2003 г. — 2,6 тысяч. Занимает площадь 112,13 км².

## Ссылки

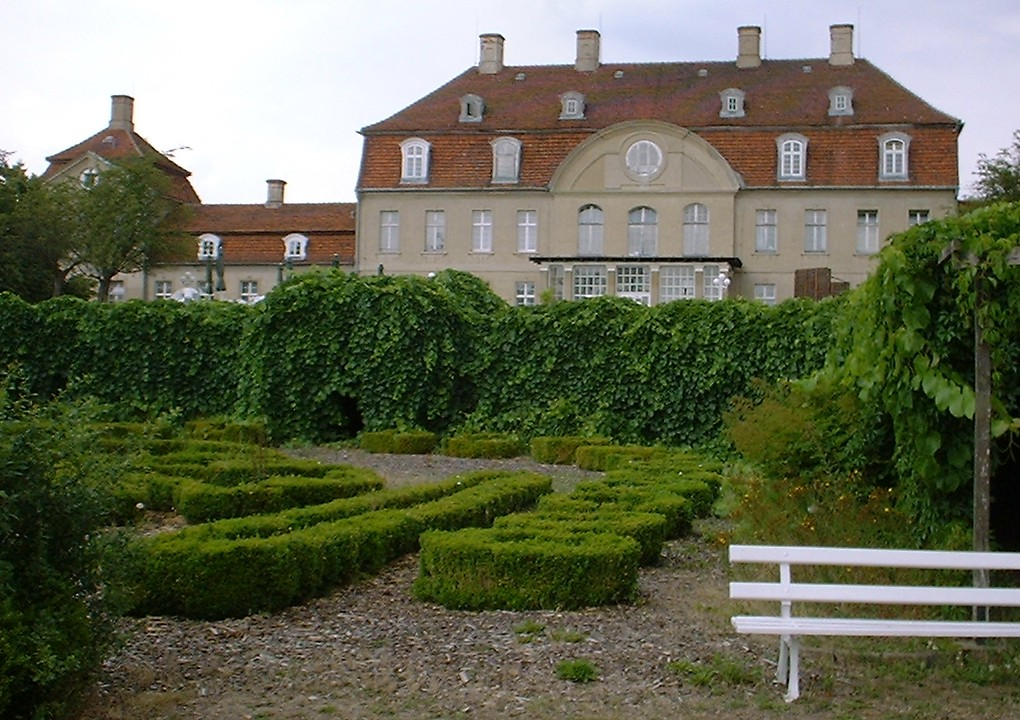
Замок